# Constantin Fehrenbach
Constantin Fehrenbach, đôi khi Konstantin Fehrenbach (11 tháng 1 năm 1852 - 26 tháng 3 năm 1926) là một chính trị gia Công giáo Đức, là một trong những nhà lãnh đạo chính của Đảng Trung tâm. Ông từng giữ chức Chủ tịch Reichstag năm 1918, và sau đó là Chủ tịch Quốc hội Weimar từ năm 1919 đến năm 1920. Tháng 6 năm 1920, Fehrenbach trở thành thủ tướng Đức. Ông đã từ chức tháng 5 năm 1921 vì vấn đề thanh toán tiền đền bù chiến tranh cho Đồng minh. Fehrenbach đứng đầu nhóm Reichstag của Đảng Trung tâm từ năm 1923 cho đến khi ông qua đời vào năm 1926.

## Tiểu sử
Constantin (hay Konstantin) Fehrenbach sinh ngày 11 tháng 1 năm 1852 tại Wellendingen gần Bonndorf trong khi đó là Công quốc của Baden là con của Johann Georg Fehrenbach, một giáo viên (1826-1955), và vợ ông Rosina (1832-1900), nhũ danh Gensecke.
Từ năm 1871 đến năm 1878, Fehrenbach học thần học, sau đó là luật tại Freiburg im Breisgau và năm 1882 bắt đầu thực hành luật ở đó, nhanh chóng trở thành luật sư hình sự thành công. Năm 1879, Fehrenbach kết hôn với Maria (1855-1921), nhũ danh Hossner ở Freiburg. Họ có một con gái. 